# 迈克尔·N·霍尔
迈克尔·N·霍尔（英語：Michael Nip Hall，1953年6月12日—），美国-瑞士分子生物学家，巴塞尔大学生物中心教授。1991年霍尔及其团队发现了雷帕霉素靶蛋白（TOR）激酶信号通路，并揭示了它在细胞生长调控中的作用。生长因子、营养素和胰岛素能够激活这种激酶，在癌症、肥胖、糖尿病和心血管疾病的发展中，该通路的损坏都扮演了重要角色。
霍尔在委内瑞拉和秘鲁度过了少年时代，1976年在北卡罗来纳大学教堂山分校获动物学学士学位，1981年获哈佛大学分子遗传学博士学位。后来在巴斯德研究所和加利福尼亚大学旧金山分校作过博士后研究，1987年成为巴塞尔大学助理教授，1992年起为正教授。2017年获拉斯克基础医学研究奖。